# Motta di San Lorenzo
Motta di San Lorenzo est une île de la lagune de Venise, en Italie.